# Планировка и застройка Тулы
Тула — город в России, административный центр Тульской области. За века своего существования облик города неоднократно изрядно менялся, а различные периоды истории России отложили свои отпечатки на лице города.

## Этапы

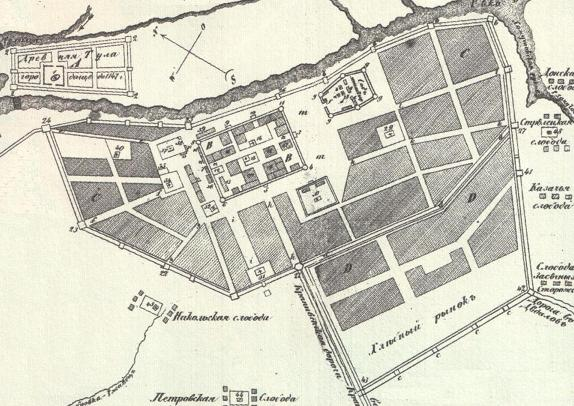
План крепостей Тулы в XVI веке

### XVI—XVII века
Центром развития, дальнейшей планировки и застройки города с XVI века был Тульский кремль. Он был ядром военной, административной и хозяйственной жизни города,, где сосредотачивались органы политической и духовной власти. К нему вели все главные дороги, повлиявшие на построение планировочной структуры близ кремля. Вблизи стен кремля развивался посад, в котором проживало население города, обслуживающее кремль и другие оборонительные укрепления вокруг Тулы, а также занимавшееся ремеслами и торговлей. К концу XVI века посад охватывал кремль тесно застроенным полукольцом в границах современной улицы Советской от Зареченского до Пролетарского моста, не переходя за реку.
В 1595 году по царскому указу для казённых купцов за рекой Упой отводилась слобода, ставшая основой современного Зареченского района. В течение первых десятилетий после постройки кремля посад не имел собственных оборонительных укреплений, и лишь по прошествии ряда лет и увеличению числа жителей города появилась необходимость защиты и охраны материальных ценностей посада. В результате чего по его периметру появились частокольные стены из отвесно врытые и плотно прилегающих друг к другу заострённый бревен, образовавшие деревянный острог. В 1641 году восточная дуга стены острога между нынешним Пролетарским мостом и местом современного пересечения ул. Советской и пр-та Ленина заменена земляным валом с пятью остроугольными укреплёнными деревянными бастионами. В 1673—1674 годах была заменена и остальная часть посадских укреплений на земляной вал с дубовыми стенами. Образовавшийся укреплённый острог получил название «деревянный город», который имел пять проездных и четырнадцать глухих башен. С северной части кремль и посад прикрывала река Упа, которая в те время была полноводной и судоходной. По мере роста и развития города его население постепенного увеличивалось, и жители, не находя места для своих домов в черте деревянного города, селились за его приделами в прилегавших к нему слободах. Каменных построек в городе было мало, и основным строительным материалом было дерево, которого было достаточно в прилегающих городу лесах и засеках. Так в 1654 году впервые упоминается Чулковская слобода, положившая начало современному Пролетарского району. Так к середине XVII века определилось разделение города на три основные части, сохранившиеся и до нашего времени: Левобережье (Центр), Заречье и Чулково.

### Генеральный план 1779 года

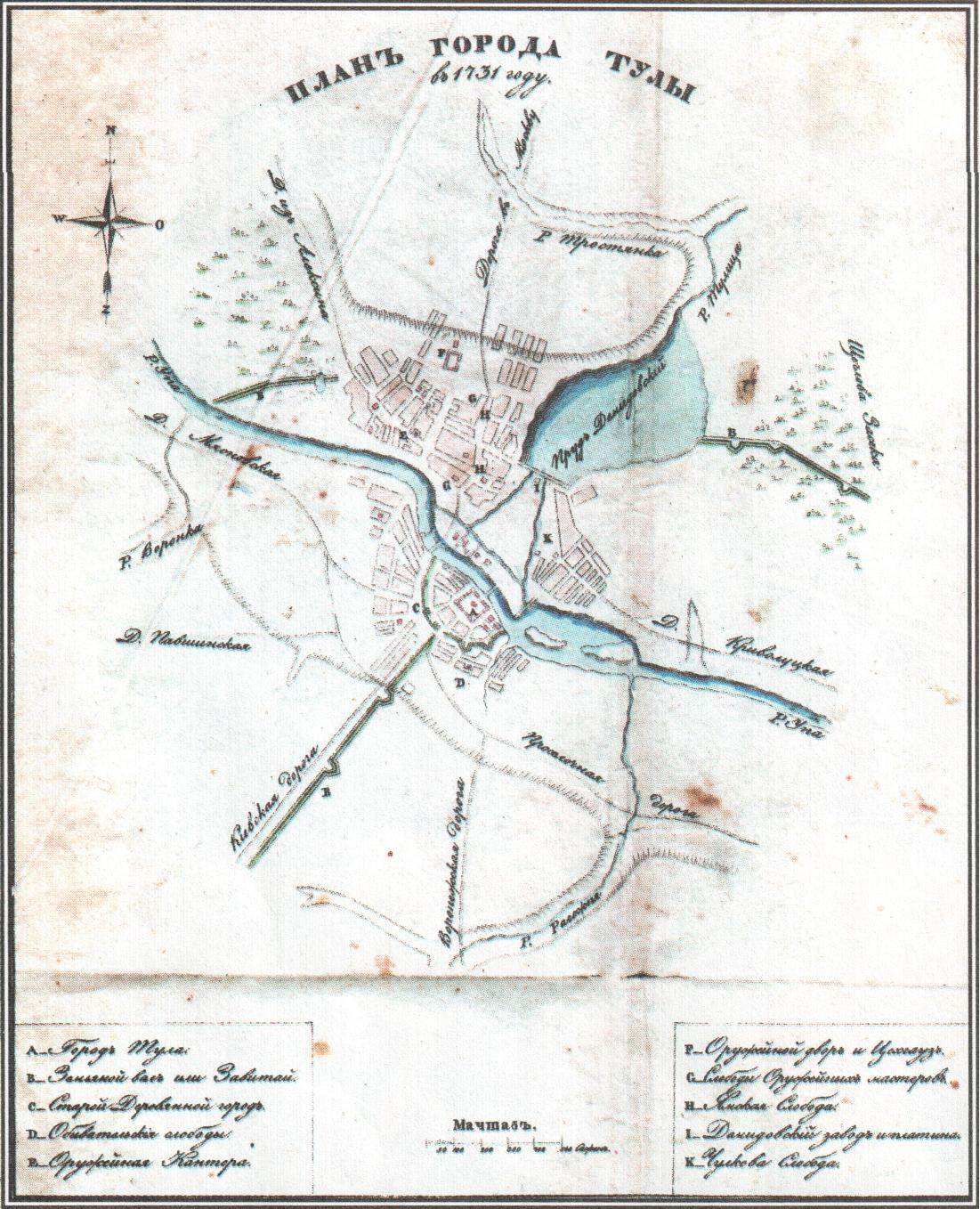
Тула в 1731 году

К середине XVII века граница русского государство стала постепенно смещаться на юг и Тула, утратив своё стратегическое значение, стала центром ремесла и торговли. К концу первой трети XVIII века стены деревянного города были разобраны и посад слился с прилегающими к нему слободами. 2 сентября 1779 года Екатериной II был утверждён план перепланировки Тулы, составленный в губернском городе, затем переработанный в Комиссии о строении Санкт-Петербурга и Москвы. В разработке плана принял участие известный архитектор Андрей Васильевич Квасов. С небольшими изменениями этот план претворялся в жизнь начиная с 1780-х годов. Постепенно в Туле создавались новые улицы и площади, строились и заселялись новые районы и кварталы. Данный план предусматривал красивые, радиальные улицы в центре города и более простые прямоугольные кварталы для окраин, четко выраженный общественный центр с присутственными местами и другими учреждениями. По плану с берега Упы убирались различные хозяйственные и производственные постройки и создавалась красивая набережная.
За утратившим своё военное-стратегическое значение кремлем было оставлено место архитектурного центра города, от башен которого веером расходились центральные улицы города. Это значение кремля подчеркивалось и тем, что на колокольне Успенского собора сходились главные улицы города — Киевская (пр-т Ленина), Калужская (ул. Демонстрации) и Воронежская (ул. Оборонная). Композиция колокольни и этих улицы составляла своеобразный «трезубец» — отличительную деталь плана 1779 года.
Использование местного рельефа в формировании плана застройки города стало также довольно удачным ходом. Расположившийся на склоне холма общественный центр и находящийся в низине кремль подчеркивали преемственность развития Тулы от города-крепости к гражданскому городу. Помимо этого данное расположение общественного центра обеспечивало и прекрасный вид на кремль со стороны Киевской улицы.
Генеральный план Тулы включал в себя и характерную для русского классицизма идеологическую направленность. Этим объяснялся различный характер улиц в центре города и на его окраинах. Каждому сословию жителей определялся свой район для жительства: Заречье и Чулково — отводилось для оружейников, западнее Киевской улицы — для купечества и мещанства, восточнее — для государственных служащих, а четыре квартала по самой Киевской улице предназначались для дворянства. При этом в центре города разрешалось строить только каменные дома, причём только двухэтажные и выше.
Генеральный план 1779 года не был во всём осуществлён как задумывался. В планировку Тулы пришлось внести немало изменений как благоприятных для города и горожан, так и пагубных. Несмотря на это, он является образцом русского классицизма, а его значение в истории города настолько важно, что все последующие планы до 1970-х годов исходили из его принципов.

### XIX—XXI века

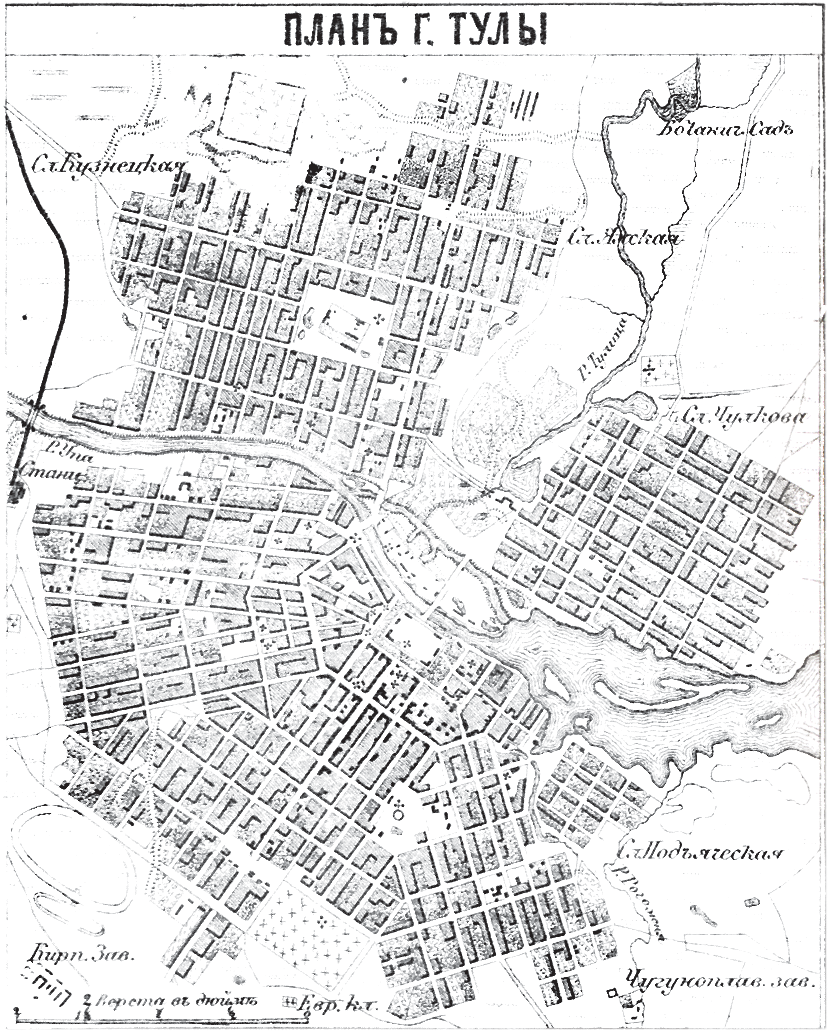
План города Тулы 1876 года

В капиталистический период конца XIX — начала XX века Тула продолжала развиваться как многопрофильный центр промышленности, образования, культуры. Быстрый рост крупных предприятий и численности населения города, железнодорожное строительство стали заметно преображать лицо города, порождая многие трудно разрешимые социальные, технические и санитарно-гигиенические проблемы. В 1824 году план города был несколько скорректирован архитектором Вильямом Гесте, сохранив свою радиально полукольцевую структуру, и в таком виде просуществовал до начала XX века.
С конца 1920-х годов в Туле осуществлялось значительное строительство, принёсшее с собой несколько примечательных зданий в стиле конструктивизма: клуб металлистов, фабрично-заводское училище, фабрика-кухня. В послевоенное время заметную роль в комплексе исторического центра города стали играть драматический театр, цирк и главное здание органов власти — Дом Советов (Белый дом), при создании которого претерпело существенные изменения самое ядро исторического центра.
Последний на данный момент генеральный план Тулы разработан в 2004—2006 годах Научно-проектным институтом пространственного планирования «ЭНКО» (Санкт-Петербург) по заказу Управления Капитального строительства Управы города Тулы. В настоящее время предлагается дальнейшее развитие радиально-кольцевой транспортной сетки, в том числе со строительством обходной дороги вокруг Тулы. Одной из наиболее острых социальных проблем Тулы является наличие в городе большого количества ветхого и аварийного жилищного фонда (253 тыс. м², что составляет 3 % от всего жилищного фонда). Это предопределяет необходимость значительного сноса и возможность размещения на освобождающихся территориях в наиболее ценных градостроительных зонах — центре и прилегающих жилых районах с хорошей транспортной доступностью, нового многоэтажного жилищного фонда. При этом, необходимо соблюдение ограничений, связанных с охраной объектов культурного наследия.